# José Pérez-Francés
José Pérez Francés (Peñacastillo, 27 de dezembro de 1936 — 30 de setembro de 2021), foi um ciclista profissional espanhol activo entre os anos 1959 e 1969.

## Palmarés
1955
- Clássica de Ordizia

1960
- Campeonato da Espanha em Estrada para Independentes
- 1 etapa na Volta à Catalunha

1961
- 3º na Volta a Espanha, mais 1 etapa
- G.P. Navarra

1962
- 2º na Volta a Espanha
- 2º no Campeonato da Espanha em Estrada
- 1 etapa da Volta à Catalunha

1963
- Campeonato da Espanha em Estrada
- 1 etapa da Dauphiné Libéré
- 3º no Tour de France
- 1 etapa da Volta a Espanha
- Setmana Catalã

1964
- 3º na Volta a Espanha, mais classificação por pontos
- 2 etapas da Volta à Catalunha
- Setmana Catalã
- Volta a Levante, mais 2 etapas
- Clássica de Ordizia

1965
- 1 etapa do Tour de France
- Volta a Levante, mais 2 etapas
- G.P. Primavera

1966
- 1 etapa na Volta a Andaluzia
- GP Vizcaya

1967
- Barcelona-Andorra
- Volta a Levante
- 3º no Campeonato da Espanha de Montanha
- Troféu Jaumendreu

1968
- 1 etapa da Volta a Espanha
- 2 etapas Volta a Levante

1969
- 2º no Campeonato da Espanha em Estrada

## Resultados em Grandes Voltas e Campeonatos do Mundo
| Carreira        | 1960 | 1961 | 1962 | 1963 | 1964 | 1965 | 1966 | 1967 | 1968 | 1969 |
| --------------- | ---- | ---- | ---- | ---- | ---- | ---- | ---- | ---- | ---- | ---- |
| Giro d'Italia   | -    | -    | 6º   | -    | -    | -    | -    | 5º   | -    | -    |
| Tour de France  | -    | 7º   | -    | 3º   | Ab.  | 6º   | -    | -    | Ab.  | Ab.  |
| Volta a Espanha | Ab.  | 3º   | 2º   | Ab.  | 3º   | Ab.  | Ab.  | 10º  | 2º   | 27º  |